# Elm Creek (Nebraska)
Pour les articles homonymes, voir Elm Creek.
Elm Creek est un village du comté de Buffalo, dans l'État du Nebraska, aux États-Unis. En 2020, il comptait une population de 989 habitants.